# 大分観光はと交通
大分観光はと交通株式会社（おおいたかんこうはとこうつう）は、大分県別府市に本社を置き、はとタクシーの名称で大分県各地でタクシー事業を営む企業である。

## 概要
1960年（昭和35年）11月15日、創業者梅野朋子により別府市浜脇で設立された、日本で初めて女性によって設立されたタクシー会社である。現在は、別府市、大分市、日出町、九重町にグループ企業を展開し、はとタクシー・グループ全体で131台の営業車両を保有している。

## グループ会社
- 東はとタクシー株式会社 （別府市新別府）
- 別府はとタクシー株式会社 （別府市野口中町）
- 大分はとタクシー株式会社 （大分市おしの）
- 別大はと福祉サービス （大分市おしの）
- オーケーはとタクシー株式会社 （大分市大字三芳）
- 速見はとタクシー株式会社 （速見郡日出町川崎）
- 九重はとタクシー株式会社 （玖珠郡九重町筋湯）